# Владимирски Киевски кадетски корпус
Владимирският Киевски кадетски корпус е военно учебно заведение в Руската империя, имащо за цел подготовката на деца и юноши за военна служба с офицерско звание.
Основан е в 1852 г. и е просъществувал до 1919 г. когато заедно с Бялата армия е бил евакуиран в чужбина.
Носи името на великия княз Владимир Александрович – син на император Александър II и брат на император Александър III.

## Възпитаници
Константин Йосифов – от 1903 до 1913 г.